# 비류사강

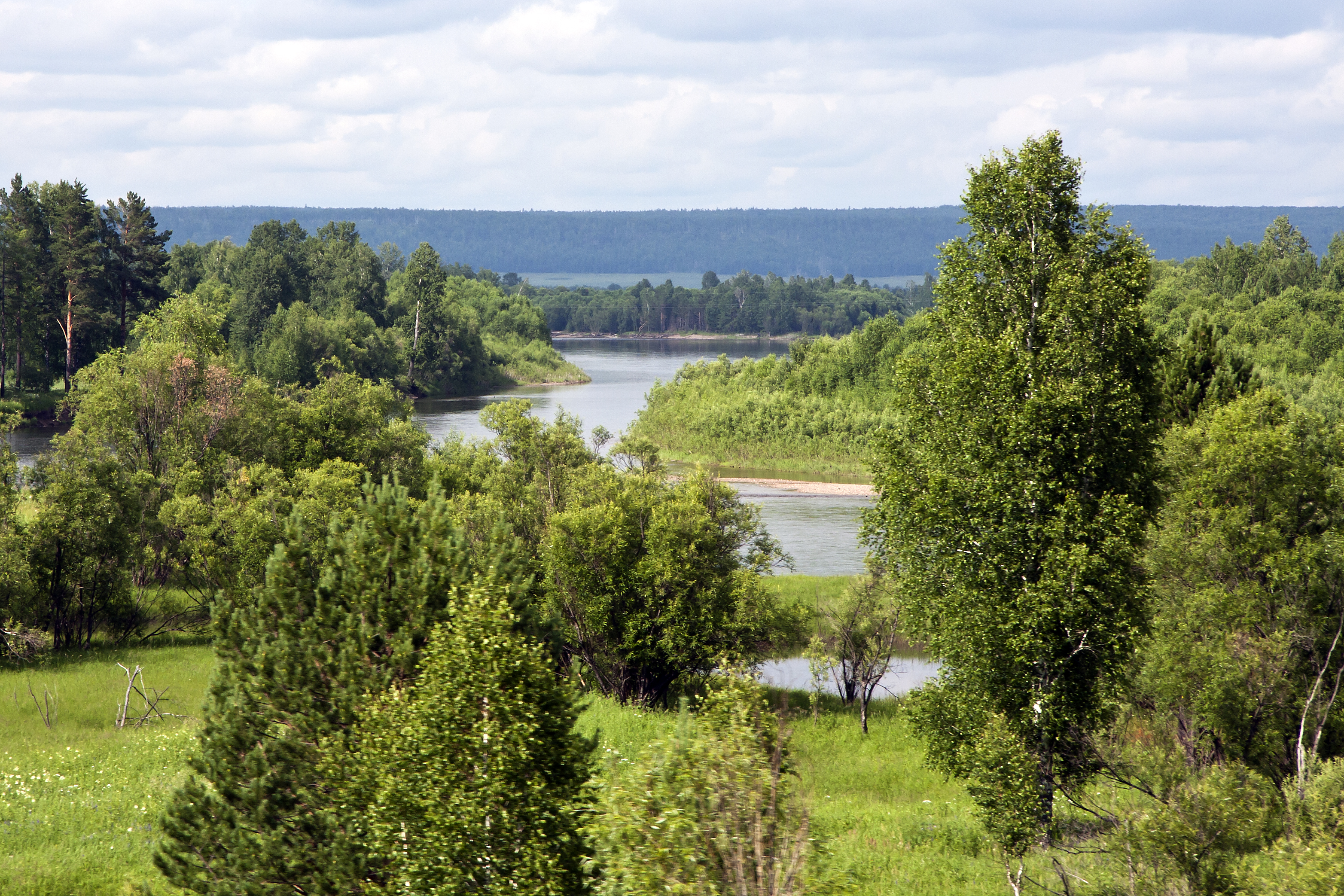

비류사강(러시아어: река Бирюса)은 러시아의 강이다. 타세예바강(안가라강의 지류)으로 흘러 들어간다.
이르쿠츠크주와 크라스노야르스크 지방을 흘러서 간다.
유역 길이는 1012 km이고, 유역 면적은 5,5800 km²이다.
이 강은 비류신스크를 통과해서 흐른다.